# Вилдер (Вермонт)
Вилдер (енгл. Wilder) насељено је место без административног статуса у америчкој савезној држави Вермонт.

## Демографија
По попису из 2010. године број становника је 1.690, што је 54 (3,3%) становника више него 2000. године.
| Група             | 2000.         | 2010.         |
| Белци             | 1.573 (96,1%) | 1.567 (92,7%) |
| Афроамериканци    | 6 (0,4%)      | 6 (0,4%)      |
| Азијати           | 15 (0,9%)     | 45 (2,7%)     |
| Хиспаноамериканци | 15 (0,9%)     | 18 (1,1%)     |
| Укупно            | 1.636         | 1.690         |